# London Grand Prix Gold
Der London Grand Prix Gold war ein Turnier des BWF Grand Prix Gold im Badminton. Es fand bisher einmalig vom 1. bis zum 6. Oktober 2013 in London statt. Der englische Badmintonverband etablierte mit dem Turnier eine weitere Top-Veranstaltung neben den All England in seinem Wirkungsbereich.

## Die Sieger
| Saison    | Herreneinzel      | Dameneinzel       | Herrendoppel                 | Damendoppel                             | Mixed                        |
| --------- | ----------------- | ----------------- | ---------------------------- | --------------------------------------- | ---------------------------- |
| 2013      | Tian Houwei       | Carolina Marín    | Mathias Boe Carsten Mogensen | Christinna Pedersen Kamilla Rytter Juhl | Michael Fuchs Birgit Michels |
| 2014 2024 | nicht ausgetragen | nicht ausgetragen | nicht ausgetragen            | nicht ausgetragen                       | nicht ausgetragen            |